# Ibrahim Diabate
Ibrahim Yalatif Diabate, född 17 november 1999 i Bouaké, är en ivoriansk fotbollsspelare (centerforward) som representerar Gais.

## Biografi
Diabate började karriären i ASEC Mimosas i hemlandet Elfenbenskusten. Han flyttade i augusti 2018 till spanska RCD Mallorca, men tillbringade där mest tid i reservlaget, Mallorca B. Han var under sin tid i Spanien även utlånad till Sevilla Atlético och Atlético Madrids B-lag.
I juli 2023 skrev Diabate på för 1,5 år med svenska Västerås SK, där han gjorde tre mål på 16 matcher i Superettan 2023 och var med och tog upp klubben i Allsvenskan 2024. Väl i Allsvenskan blev det dock bara ett mål på 20 matcher för Diabate när VSK kom sist i serien och åkte ur. I januari 2025 kontrakterades han av Göteborgsklubben Gais, där han skrev på ett fyraårskontrakt. Inför säsongen var han något av ett frågetecken efter sin svaga säsong med Västerås, men till sommaruppehållet ledde han den allsvenska skytteligan med sina totalt åtta mål, varav sex bara i maj. Han utsågs dessutom till månadens spelare i Allsvenskan i maj. Efter ytterligare fyra mål under juli blev han månadens spelare i Allsvenskan även för juli.

## Spelstil
Diabate beskrivs av Gais tekniske direktör Magnus Sköldmark som en fysisk, kraftfull och hårt arbetande spelare, och som en genombrottsstark forward som löper mycket. Gais tränare Fredrik Holmberg beskriver honom som "väldigt allround, väldigt bra på många saker. Han är stark i kroppen, fysisk, bra spelförståelse, bra rörelse inne i box, bra avslutare."